# Suzanne Sandberg
Suzanne Sandberg, född Golidman 18 oktober 1915 i Stockholm, död där 31 januari 2015, var en svensk pionjär inom svenskt internationellt utvecklingsarbete. År 1959 grundade hon tillsammans med bland andra Dagny Arbman och Reinhold Fahlbeck U-landsföreningen Svalorna som var den första religiöst och politiskt obundna ideella u-landsföreningen i Sverige. Föreningen Svalorna inriktade verksamheten mot internationellt utvecklingsarbete och byggde på medlemskap, fadderskap och volontärtjänster. U-landsarbetet bedrevs av oavlönade volontärer som tjänstgjorde mellan ett och två år i Lima och Madras slumområden i syfte att förbättra människors livsvillkor. Svalorna startades som en gren av den internationella organisationen Emmaus och Suzanne Sandberg hade personlig kontakt med Emmausgrundaren Abbé Pierre. 

## Biografi

### Familj och barndom
Suzanne Sandberg föddes 1915 på Kungsholmen i Stockholm och dog i samma stad 2015. Hennes mor Maggie Stille var ett av fyra barn till den svenska affärsmannen Max Stille som i andra generationen drev Stilles instrumentverkstad. Fadern Louis Golidman (ursprungligen Goldman) kom från en köpmannafamilj i Moldavien. Han hade bott i Frankrike från fjorton års ålder där han till en början hade en lärlingsplats som försäljare. Makarna Golidman fick tre barn, Suzanne och hennes två yngre syskon. Brodern George gifte sig med en kubanska och bosatte sig i Miami, USA. Systern Irene gifte sig med en svensk affärsman och bosatte sig i Lima i Peru. Hennes nya hemland blev avgörande för föreningen Svalornas internationella etablering från uppstarten och framåt.
Föräldrarna skilde sig när Suzanne Sandberg var sju år gammal. Hon växte sedan upp i Frankrike tillsammans med sin mor och sina syskon. I perioder vistades de även i Tyskland. Vid nio års ålder började Suzanne Sandberg och hennes syster i den katolska internatskolan Cours Ozanam i Oloron-Sainte-Marie i Pyreneerna utanför Pau i Frankrike. När hon var 17 år gammal, år 1932, konverterade hon till katolicismen. Året därpå, 1933 tog hon studentexamen vid internatskolan.

### Från ungdom till vuxen
Efter avslutad skolgång arbetade Suzanne Sandberg i Paris och reste sedan till England där hon arbetade som au pair i en indisk familj. År 1936 återvände hon till Sverige.
I Sverige träffade hon år 1940 sin blivande man Karl-Erik Sandberg (1911 – 1965). Suzanne och Karl-Erik Sandberg fick tre barn: Gabrielle Sjöstedt (född 1943), Stefan Sandberg (född 1944) och Beatrice Sandberg (född 1950).

### Svalornas grundare
Sex år före bildandet av Sida år 1959 startade Suzanne Sandberg den politiskt och religiöst obundna föreningen Svalorna tillsammans med kollegan Dagny Arbman. Svalorna ägnade sig åt internationellt utvecklingsarbete i utvecklingsländerna Peru och Indien. Arbman och Sandberg var båda flerspråkiga, hade omfattande internationell erfarenhet och nätverk i bland annat Peru och Indien och kunde genom sina kontakter etablera föreningens volontärverksamhet i dessa länder. Tio år före Sidas inträde som biståndspartner till Peru, år 1960, skickade Sandberg och Svalorna de första volontärerna till Peru.  Två år senare, 1962 sände Dagny Arbman och Svalorna den första volontärgruppen till Indien. Suzanne ansvarade för kontoret i Stockholm som skickade volontärer till Lima, Peru och Dagny Arbman ansvarade för kontoret i Lund som sände volontärer till Indien.
Suzanne Sandberg avslutade sitt styrelseuppdrag för föreningen Svalorna efter tio år och lämnade då både föreningen och Sverige. Under några år bodde hon i Spanien där hon tog emot och höll förberedelseutbildning för blivande Svalvolontärer. Efter några år flyttade hon vidare till Israel där hon först bodde i Jerusalem och sedan i Beit Jala. År 2007 återkom hon till Sverige. Sitt sista levnadsår bodde hon på Josephinahemmet i Stockholm.